# Акт Злуки

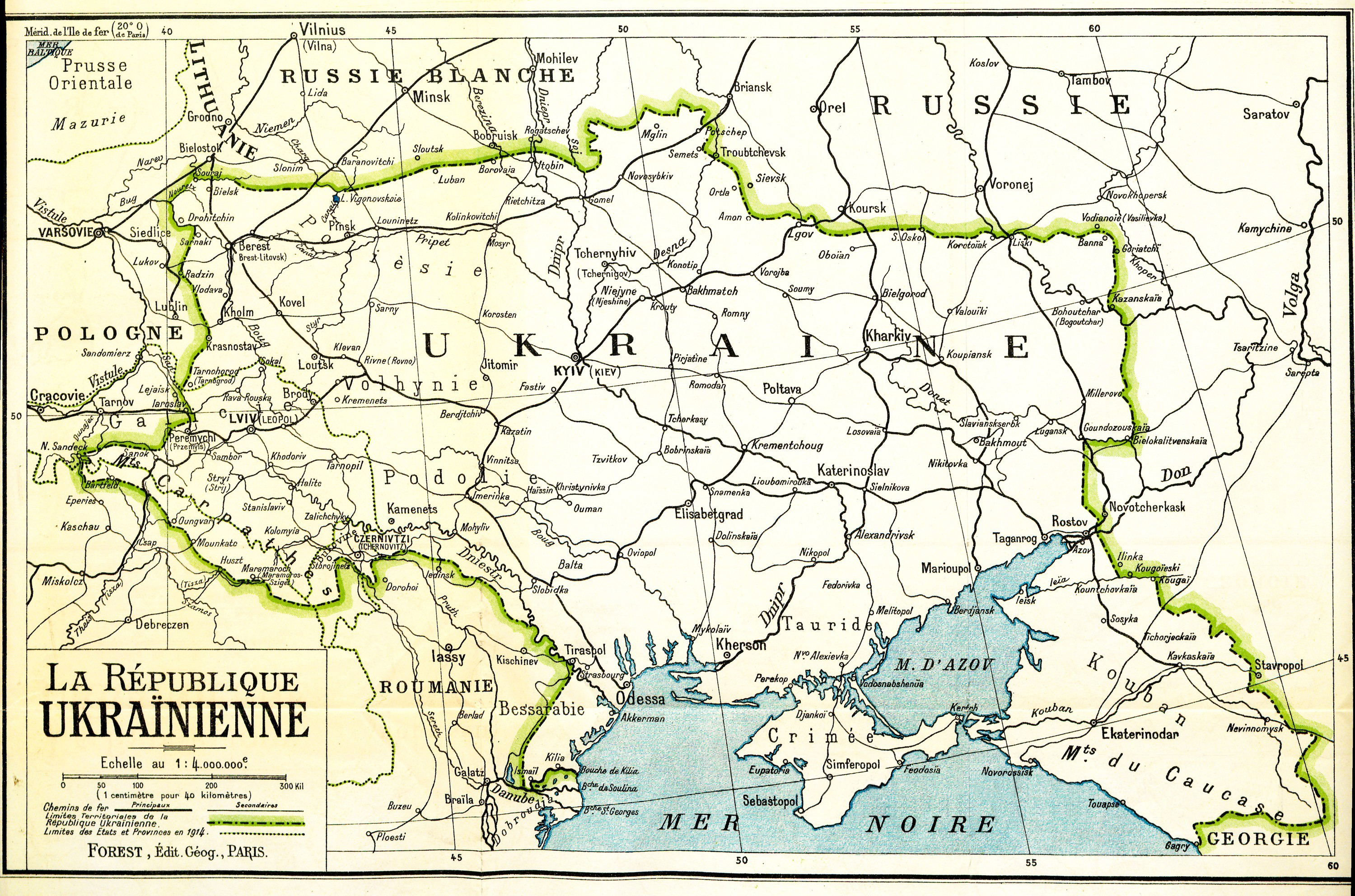
Території після приєднання ЗУНР, на які претендувала Українська Народна Республіка

Живий ланцюг 21 січня 1990 р., коли майже три мільйони людей взялися за руки, з'єднавши Івано-Франківськ, Львів, Рівне, Житомир та Київ у день 71-річчя Злуки УНР і ЗУНР

Західноукраїнське звіщення про Акт Злуки, січень 1919

Акт Злуки або Велика Злука — урочисте оголошення універсалу про об'єднання УНР і ЗУНР у соборну Україну, День соборності України. Проведене 22 січня 1919 р. на Софійському майдані в Києві.

## Загальні дані
9 (22) січня 1918 року Центральна Рада своїм Четвертим Універсалом проголосила Українську Народну Республіку самостійною, незалежною, вільною державою українського народу.
1 грудня 1918 року у Фастові представники ЗУНР (Д. Левицький та Л. Цегельський) підписали з членами Директорії УНР (О. Андрієвський, В. Винниченко, С. Петлюра, Ф. Швець)  передвступний договір про подальше об'єднання двох республік в єдину державу. 
3 січня 1919 року Українська Національна Рада ЗУНР у Станіславові ратифікувала його і направила делегацію для ведення переговорів з урядом УНР, а 22 січня 1919 року Директорія УНР видала універсал, що проголосив створення єдиної і незалежної УНР. У той же день в урочистій обстановці про це було оголошено на Софійській площі Києва.

## Текст універсалу
ІМЕНЕМ УКРАІНСЬКОІ НАРОДНОІ РЕСПУБЛІКИ.
ДИРЕКТОРІЯ ОПОВІЩАЄ НАРОД УКРАІНСЬКІЙ ПРО ВЕЛИКУ ПОДІЮ В ІСТОРІІ ЗЕМЛІ НАШОІ УКРАІНСЬКОІ.
3-ГО СІЧНЯ 1919 РОКУ В М. СТАНІСЛАВОВІ УКРАІНСЬКА НАЦІОНАЛЬНА РАДА ЗАХІДНОІ УКРАІНСЬКОІ НАРОДНОІ РЕСПУБЛІКИ, ЯК ВИРАЗНИК ВОЛІ ВСІХ УКРАІНЦІВ Б. АВСТРІЙСЬКОІ ІМПЕРІІ І ЯК НАЙВИЩИЙ ІХНІЙ ЗАКОНОДАВЧИЙ ЧИННИК, ТОРЖЕСТВЕННО ПРОГОЛОСИЛА ЗЛУКУ ЗАХІДНЬОІ УКРАІНСЬКОІ НАРОДНЬОІ РЕСПУБЛІКИ З НАДНІПРЯНСЬКОЮ УКРАІНСЬКОЮ НАРОДНЬОЮ РЕСПУБЛІКОЮ В ОДНОЦІЛЬНУ СУВЕРЕННУ НАРОДНЮ РЕСПУБЛІКУ.
ВІТАЮЧИ З ВЕЛИКОЮ РАДІСТЮ ЦЕЙ ІСТОРИЧНИЙ КРОК ЗАХІДНИХ БРАТІВ НАШИХ, ДИРЕКТОРІЯ УКРАІНСЬКОІ НАРОДНЬОІ РЕСПУБЛІКИ УХВАЛИЛА ТУЮ ЗЛУКУ ПРИЙНЯТИ І ЗДІЙСЬНЯТИ НА УМОВАХ, ЯКІ ЗАЗНАЧЕНІ В ПОСТАНОВІ ЗАХІДНЬОІ УКРАІНСЬКОІ НАРОДНЬОІ РЕСПУБЛІКИ ВІД 3-ГО СІЧНЯ 1919 РОКУ.
ОДНИНІ ВО ЕДИНО ЗЛИВАЮТЬСЯ СТОЛІТТЯМ ОДІРВАНІ ОДНА ВІД ОДНОІ ЧАСТИНИ ЕДИНОІ УКРАІНИ — ЗАХІДНО-УКРАІНСЬКА НАРОДНЯ РЕСПУБЛІКА / ГАЛИЧИНА, БУКОВИНА, І УГОРСЬКА УКРАІНА / І НАДДНІПРЯНСЬКА ВЕЛИКА УКРАІНА.
ЗДІЙСНИЛИСЬ ВІКОВІЧНІ МРІІ, ЯКИМИ ЖИЛИ І ЗА ЯКІ УМІРАЛИ КРАЩІ СИНИ УКРАІНИ.

ОДНИНІ Є ЄДИНА НЕЗАЛЕЖНА УКРАІНСЬКА НАРОДНЯ РЕСПУБЛІКА.

## Опис події

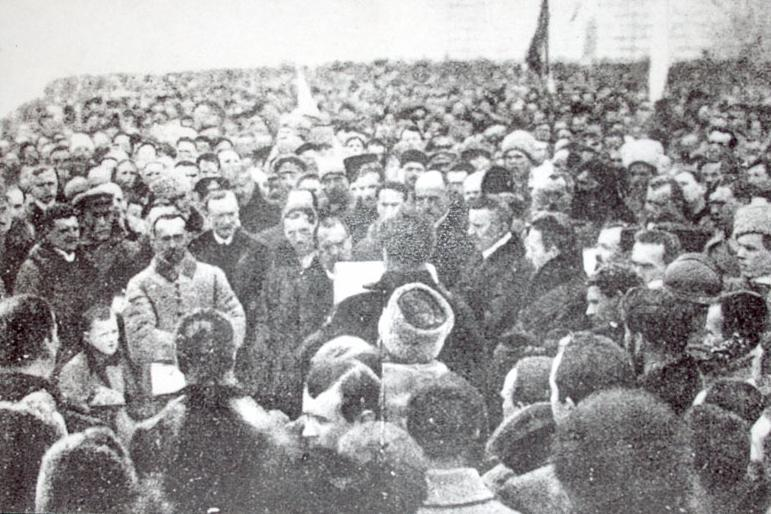
Урочисте оголошення Акту Злуки 22 січня 1919 року

Очевидці залишили свої згадки про перебіг тих подій у Києві, на них посилається Левко Лукасевич у книзі «На схилку віку».
Стоїть морозний день, дерева вкриті інеєм. З самого ранку місто має святковий вигляд. Скрізь національні прапори і транспаранти. На балконах будинків розвішано килими й полотна з яскравими українськими малюнками. Особливо гарно задекоровано Софійську площу та сусідні вулиці. З-поміж них вирізняються будинок, де міститься центральна контора телеграфу, та дім Київського губернського земства. Тут на балконах портрети і погруддя Тараса Шевченка, прибрані національними стрічками, і також прапори. На Тріумфальній арці при вході з Володимирської вулиці до Софійської площі старовинні герби Східної України і Галичини. По всьому майдані на стовпах герби чи не всіх українських губерній і плакати.
Об одинадцятій ранку під звуки музики почали йти сюди українські піхотні частини, артилерія та самострільні команди, котрі стали шпалерами з усіх чотирьох боків площі. За військом рушили люди, зібралася велика кількість народу, заповнила всю площу й сусідні вулиці. Чимало з присутніх забралися на дерева, щоб звідти краще побачити дійство.
Розміщенням делегацій по місцях та всім церемоніалом свята завідував артист Микола Садовський. Незабаром поперед війська стали нові шереги з учнів, котрі в супроводі вчителів прийшли з національними прапорами і плакатами. З численних делегацій, що прибули на урочистості, першими з'явилися службовці залізниць з великим транспарантом, на якому було написано: Слава українським Героям! Опісля надійшли делегації від міністерств та інших установ, були хресні ходи з усіх київських церков.
Духовенство зібралося у Софійському соборі на Службу Божу. Її правив єпископ черкаський Назарій. На майдані стає дедалі тісніше. Займають свої місця члени Галицької делегації, урядовці з головою Ради Міністрів Володимиром Чехівським, делегати Трудового Конгресу, представники Національного Союзу, найвищі цивільні та військові достойники, закордонні дипломати.
О дванадцятій під урочисті звуки дзвонів з Мазепинської дзвіниці й інших церков та гук гармат з Печерська із Софійського собору виходить на площу і стає навколо збудованого там аналоя духовенство з хоругвами. У церковній процесії архієпископ катеринославський Агапіт і єпископи: мінський Георгій, вінницький Амвросій, черкаський Назарій, канівський Василь, уманський Дмитрій.
У тиші, що запала на якусь хвилину, здалеку почулися поклики «Слава!» на честь членів Директорії, котрі під'їжджали на автомобілях. Військовий оркестр грає Національний Гімн. Настає найурочистіший момент свята. Акт Соборності розпочав своїм привітанням представник Української Національної Ради, голова Галицької делегації Лев Бачинський, а Лонгин Цегельский зачитав заяву Президії Української Національної Ради і Державного Секретаріату про волю ЗУНР об'єднатися в одну Українську соборну державу. Цю заяву всі учасники сприйняли довготривалими оплесками.
Промовляв голова Директорії Володимир Винниченко, а професор Федір Швець виголосив текст Універсалу Соборності. Після цього архієпископ Агапіт відслужив з духовенством молебень у намірах українського народу й Української держави. Відбувся військовий парад галицького легіону Січових Стрільців, якими командував полковник Євген Коновалець.
Наступного дня почав роботу Трудовий Конгрес. Першим на порядку денному було прийняття Акта Соборності, і на знак цілковитої згоди депутати повставали з місць, аплодуючи.

## Подальші події
Акт Злуки фактично було денонсовано після того, як представники Галицької армії в односторонньому порядку без урахування думки уряду УНР 6 листопада 1919 року підписали з Добровольчою армією Зятківський договір про припинення бойових дій між Галицькою армією і силами Білого руху, укладення між цими силами військового союзу і перехід Галицької армії в розпорядження генерала Денікіна. Ці угоди були повторно затверджені в Одесі 17 листопада 1919 року із керівництвом Новоросійської області ЗСПР, і договір був ратифікований у Вінниці 19 листопада, після чого був реалізований.
2 грудня 1919 року представники УНР та Польщі у Варшаві підписали проєкт декларації, за яким УНР віддавала Польщі Холмщину, Полісся, Підляшшя, Західну Волинь, Східну Галичину. 4 грудня 1919 року офіційна дипломатична делегація ЗУНР (С. Витвицький, А. Горбачевський, М.Новаківський) заявила посольству УНР у Варшаві та уряду Польської Республіки про денонсацію урядом ЗУНР під керівництвом президента та диктатора ЗУНР Євгена Петрушевича Акту Злуки як протест проти таємних переговорів уряду УНР з урядом Польщі. 20 грудня 1919 року уповноважений диктатор Е. Петрушевич скликав у Відні засідання уряду ЗУНР, на якому ухвалили рішення про одностороннє скасування Акту Злуки.

## Значення

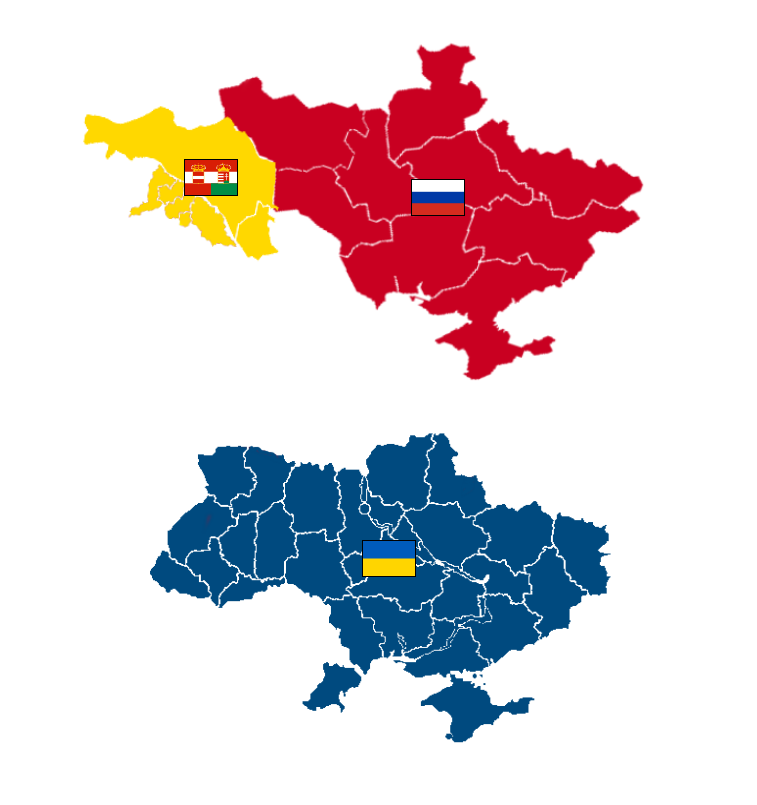
Сучасні кордони України порівняно з колишніми АТО Російської та Австро-Угорської імперій.

Акт Злуки був глибоко детермінований історично і спирався на споконвічну мрію українського народу про незалежну, соборну національну державу. Він став могутнім виявом волі українців до етнічної й територіальної консолідації, свідченням їх динамічної самоідентифікації, становлення нації.
Ідея соборності українських земель набула державного статусу, в наступні десятиліття залишалась інтегральним чинником і чи не єдиним неконтроверсійним положенням програмних цілей усіх течій національно-визвольного руху.
Акт Соборності надав завершеної форми самостійній українській державі, сприяв подоланню рудиментів федералізму в ментальності національної політичної еліти.
Об'єднання мало і практично-політичний аспект, адже обидві держави потребували концентрації збройних сил та взаємної допомоги для захисту своїх територій від іноземного військового втручання, яке на той час набуло форми агресії.
Об'єднання УНР і ЗУНР стало моделлю цивілізованого демократичного, неекспансіоністського збирання територій в єдиній суверенній державі. Етнонаціональна консолідація базувалася на таких засадничих принципах, як історичне самоусвідомлення спільності, ідеали свободи і незалежності, добровільне волевиявлення, опора на власні політичні і матеріальні ресурси. Разом з ухваленням Універсалу про злуку УНР і ЗУНР Трудовий конгрес задекларував, що об'єднана УНР «не має й думки забрати під свою власть чужі землі».
Важливим є й факт легітимності завершального соборницького процесу, який передував Акту Злуки. Ініціатори об'єднавчого руху — Українська Національна Рада та Директорія УНР — ще 1 грудня 1918 року уклали Предвступний договір про наміри об'єднати населення і території обох утворень в одній державі.
3 січня 1919 року Українська Національна Рада у Станиславові прийняла ухвалу про злуку і надала повноваження своїй делегації завершити оформлення об'єднання двох держав. Президент Ради Євген Петрушевич наголошував: «По лінії з'єдинення не було між нами двох думок». І нарешті завершеного оформлення Акт Злуки дістав після ухвали Трудовим конгресом. Безперечно, сучасні правники і політики повинні робити певні поправки на складні й динамічні процеси української революції, які чимало державних рішень змушували ухвалювати за спрощеною процедурою.
Об'єднавча акція 1919 року залишила глибинний слід в історичній пам'яті українського народу.
Свідченням того стали січневі події 1939 року у Карпатській Україні — перше офіційне святкування свята Соборності, а також січневі події 1990 року, коли крізь трухляві ідеологічні лещата агонізуючого режиму ця пам'ять вибухнула енергією інтелігенції і виструнчилась живим людським ланцюгом, єднаючи Київ і Львів, Схід і Захід України.

## Учасники

### З боку УНР
Симон Петлюра, Володимир Винниченко, Федір Швець, Панас Андрієвський.

### З боку ЗУНР
Василь Стефаник (очільник), Лонгин Цегельський, Дмитро Левицький, Андрій Шміґельський, Тимотей Старух, Євген Петрушевич.

## День соборності України
День соборності України відзначається 22 січня, починаючи з 1999 року згідно з Указом Президента України «Про День соборності України» від 21 січня 1999 року № 42/99. З 2012 по 2014 роках на державному рівні не відзначався згідно з указом В. Януковича, з 2015 — відзначається згідно з указом П. Порошенка.

## Галерея

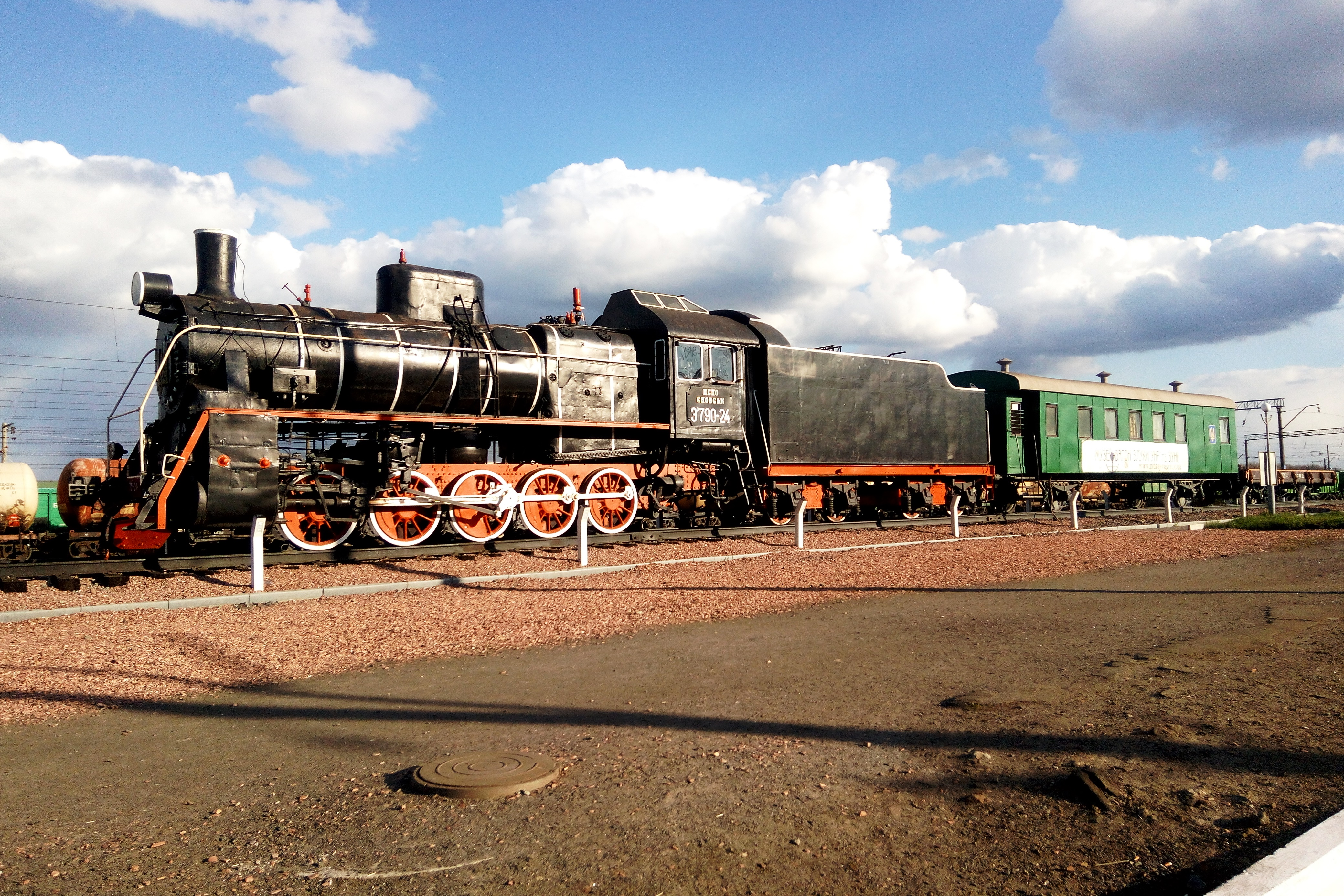
Музей-вагон об'єднання (злуки) УНР і ЗУНР
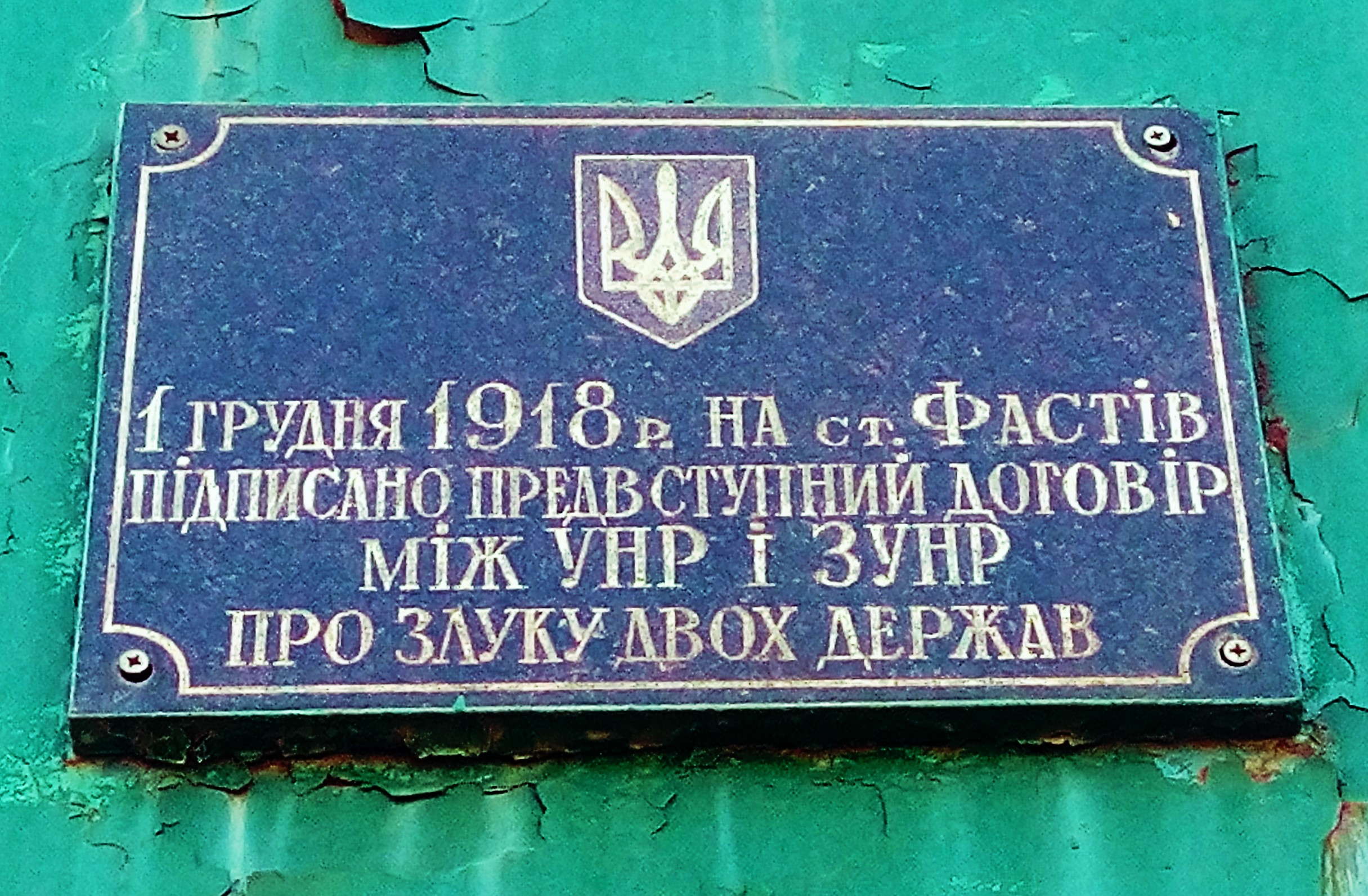
Меморіальна табличка
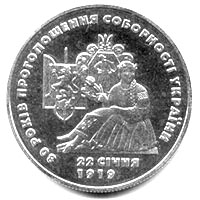
Монета «80 років проголошення соборності України»
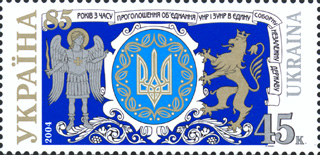
Марка Укрпошти «85 років з часу проголошення об'єднання УНР і ЗУНР в єдину соборну незалежну державу», введена в обіг 22 січня 2004 року
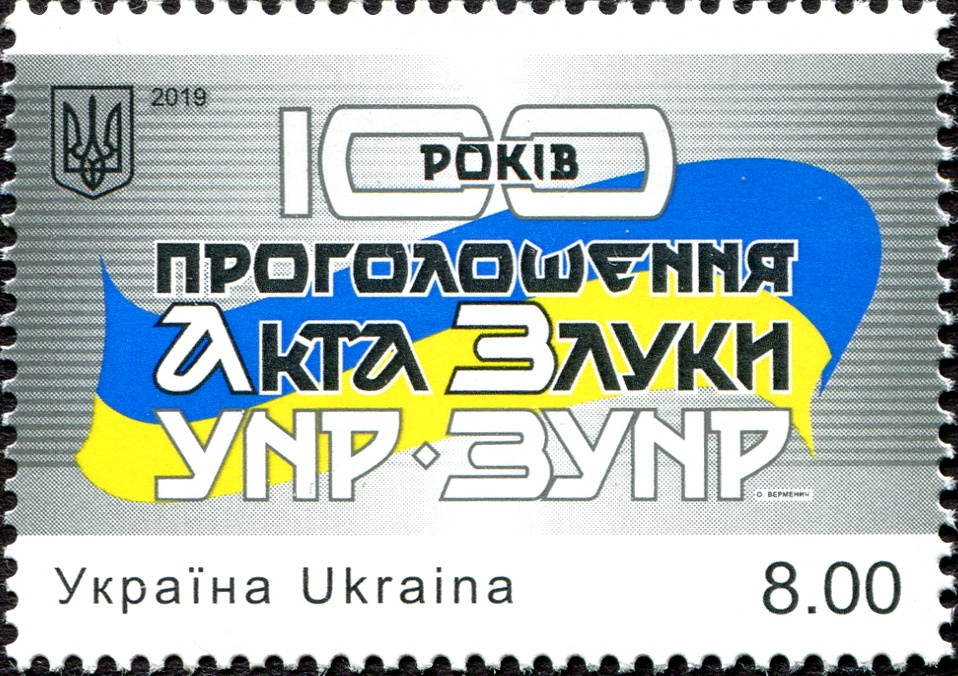
Марка Укрпошти «100 років проголошення Акта Злуки УНР — ЗУНР». введена в обіг 22 січня 2019 року
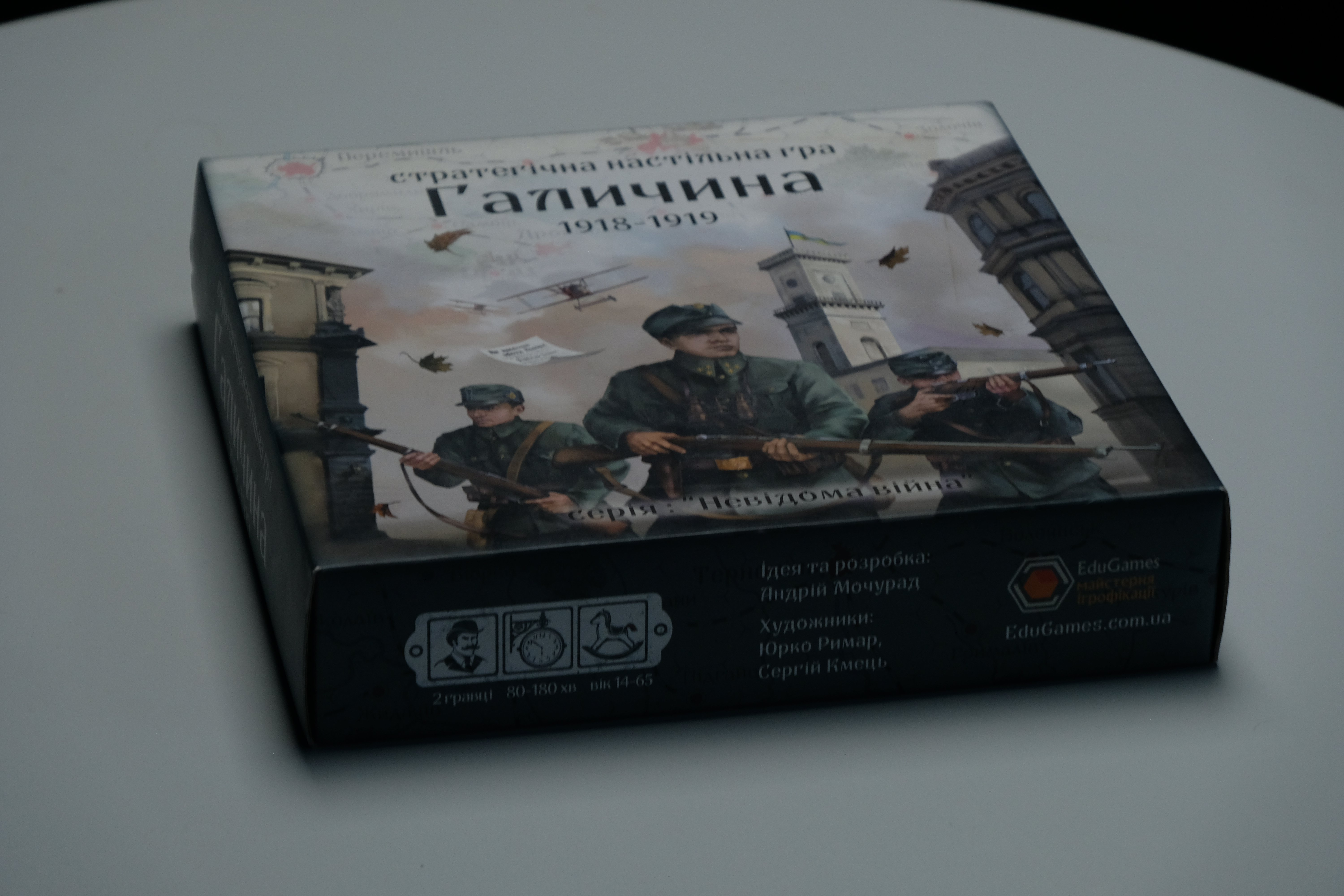
Настільна гра "Галичина 1918–1919"

## Фільмографія
Відеоурок з історії України. «Прийняття Акта Злуки на Софійській площі під час Визвольних змагань». Спікер: Тарас Компаніченко, кобзар, бандурист, лірник, лідер гурту «Хорея Козацька», Народний артист України, режисерка Марія Яремчук, сценаристка Алла Мегель. (2021).